# Ostffyasszonyfa
Ostffyasszonyfa is een plaats (község) en gemeente in het Hongaarse comitaat Vas. Ostffyasszonyfa telt 839 inwoners (2001).